# Paul Féval starší

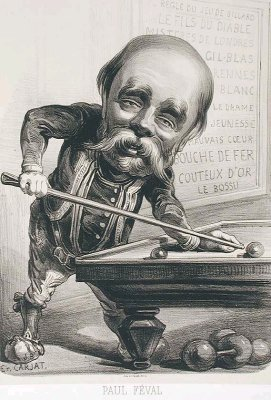
Paul Henri Corentin Féval na karikatuře Étienna Carjata z roku 1862.

Paul Henri Corentin Féval (29. září 1816, Rennes – 8. března 1887, Paříž) byl francouzský prozaik a dramatik období romantismu, považovaný za jednoho ze zakladatelů moderního kriminálního thrilleru, známý svými dobrodružnými romány psanými v duchu Alexandra Dumase staršího a Eugèna Suea. Často bývá označován jako Paul Féval starší pro odlišení od svého syna, rovněž spisovatele Paula Févala mladšího.

## Život
Paul Féval se narodil roku 1816 v Rennes v Bretani. Pocházel ze staré advokátské rodiny a jeho rodiče si přáli, aby pokračoval v rodinné tradici. Vystudoval proto práva na univerzitě v rodném městě a v devatenácti letech se stal advokátem. Ztráta prvního případu mu však natolik znechutila právnickou praxi, že odešel do Paříže, kde získal zajištěné postavení jako bankovní úředník. Pro zanedbání svých pracovních povinností, zaviněné jeho čtenářskou vášní, byl však po několika měsících propuštěn, a musel se živit jako pracovník reklamní kanceláře a jako korektor. Roku 1841 však vydal v La Revue de Paris svou prvotinu, novelu Klub tuleňů (Le club des Phoques), která zaujala, a od té doby rostlo jeho jméno v oblibě jak u čtenářů, tak i u redaktorů nejdůležitějších pařížských novin. Roku 1844 pak vydal pod pseudonymem Francis Trolopp dodnes vydávaný kriminální román Tajnosti Londýna (Les mysteres de Londres), napsaný po vzoru Tajností pařížských Eugèna Suea, který měl veliký úspěch, což mu umožnilo věnovat se zcela psaní. Následovalo potom neméně než třicet románů, jejichž cílem bylo napnout a pobavit čtenáře, z nich je dnes nejznámější historický dobrodružný román napsaný v duchu Alexandra Dumase staršího Hrbáč (Le Bossu) z roku 1857. Féval se také snažil své romány zdramatizovat, v tom však již příliš úspěšný nebyl, s výjimkou Hrbáče z roku 1862, kterého napsal ve spolupráci s Augustem Anicetem-Bourgeoisem (1806–1870) a který byl uváděn nepřetržitě 250× za sebou.
Roku 1865 se Féval stal prezidentem Société des Gens de Lettre (Společnost spisovatelů), tuto pozici si udržel do roku 1868 a prezidentem byl ještě jednou v letech 1874 až 1876.
Roku 1875 ztratil Féval během finančního skandálu spojeného s Osmanskou říší téměř všechen svůj majetek (800 000 franků). V důsledku otřesu s tím spojeného se Féval veřejně přihlásil ke křesťanství, přestal psát kriminální romány a svá starší díla se snažil přepsat podle svých nových názorů. Současně napsal také několik románů s náboženskou tematikou a také celou řadu politických a kulturních brožur, šířících jeho nové přesvědčení.
Roku 1882 se Féval stal opět obětí zpronevěry a roku 1884 utrpěl další ránu osudu, když mu zemřela žena. Onemocněl nervovou paralýzou a ochrnul. Díky Société des Gens de Lettre byl přijat do útulku bratří Saint Jean de Dieu v Paříži, kde roku 1887 zemřel.

## Féval jako zakladatel kriminálního thrilleru
Z literárně historického hlediska jsou nejvýznamnějšími Févalovými díly dnes již poněkud zapomenutý román Jan ďábel (1862, Jean diable), považovaný za první moderní detektivní příběh, a románový cyklus Černé hábity (Les Habits noirs), napsaný v letech 1863 až 1875, do kterého Féval zařadil i některá svá dříve napsaná díla (např. Tajnosti Londýna). Cyklus líčí mezinárodní zločineckou organizaci a zabývá se tak v podstatě organizovanou trestnou činností. Díky této „lidské komedii“ zla a tajných spiknutí je Féval považován za jednoho ze zakladatelů současného kriminálního thrilleru.
Vliv Paula Févala na rozvoj detektivní literatury je nesporný. Když roku 1862 založil časopis Jean diable pojmenovaný po jeho románu, jedním z jeho editorů byl začínající spisovatel Émile Gaboriau, tvůrce detektiva pana Lecoqa, jehož vzorem byl jednak Eugène-François Vidocq, původně zločinec, později policista a tajný agent, který se stal zakladatelem a velitelem Brigade de Sûreté, první moderní policejní organizace ve Francii, jednak C. Auguste Dupin z povídek Edgara Allana Poeoa a jednak také detektiv Gregory Temple a vyšetřující soudce Remy d'Arx z Černých hábitů, přičemž Lecoq je jméno jednoho ze zlotřilců z tohoto románového cyklu.

## Výběrová bibliografie

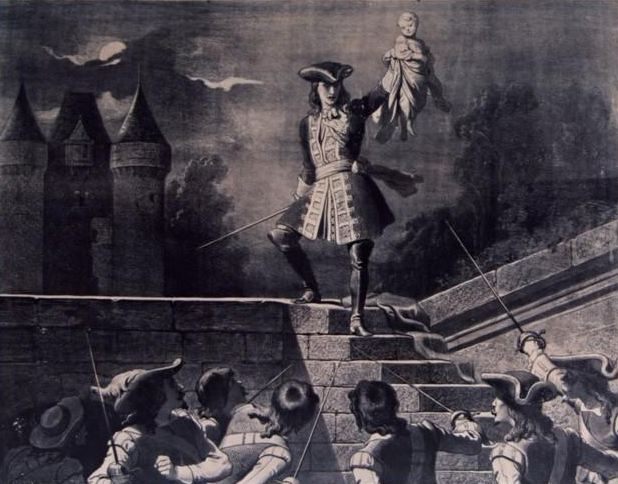
Ilustrace k románu Hrbáč

- Klub tuleňů (1841, Le Club des phoques), novela,
- Kapitán Spartakus (1843, Le Capitaine Spartacus), román,
- Rytíři nebes (1843, Les Chevaliers du Firmament), román,
- Bílý vlk (1843, Le Loup Blanc), román,
- Tajnosti Londýna (1844, Les Mystères de Londres), kriminální román-fejeton zařazený později do tzv. anglické části románového cyklu Černé hábity, odehrávající se v Londýně třicátých let 19. století, kde se na pozadí milostných dobrodružství, soubojů, zákeřných vražd, podloudného obchodu, hýřivého života v šlechtických palácích a v domech bohatých měšťanů i frivolního a divokého života v předměstských krčmách rozvíjí příběh hraběcího a ženami obletovaného milionáře, vůdce zločinecké tlupy zvané Džentlmeni noci, která vraždí, loupí a vydírá.
- Pařížské lásky ((1845, Les Amours de Paris), román,
- Půlnoční kvitance ((1846, La Quittance de minuit), román,
- Ďáblův syn (1846, Le Fils du diable), román,
- Krásky noci (1849-1850, Les Belles de nuit), román,
- Krásný Démon (1850, Bel Demonio), román zařazený později do tzv. italské části románového cyklu Černé hábity,
- Víla z Grèves (1850, Fée des Grèves), román,
- Kapitán Simon (1851, Le Capitaine Simon), román,
- Tribunovo tajemství (1851–1852, Les Tribunaux secrets), román,
- Vlčice (1855–1856, La Louve), román, pokračování Bílého vlka,
- Železný muž (1855–1856, L'Homme de fer), dobrodružný román z doby sjednocování Francie za Ludvíka XI.,
- Madame Gil Blas aneb Paměti ženy našeho věku (1856, Madame Gil Blas ou les Mémoires d'une femme de notre temps), román,
- Zlaté nože (1856, Les Couteaux d'or), román,
- Hrbáč (1857, Le Bossu), historický dobrodružný román-fejeton napsaný v duchu Alexandra Dumase staršího, nejúspěšnější Févalovo dílo, líčící osudy rytíře a vynikajícího šermíře Henriho de Largardère, který se v přestrojení za hrbáče snaží pomstít smrt svého přítele vévody de Nevers, zavražděného zlotřilým princem de Gonzague.
- Společnost ticha (1857, Les Compagnons du silence), román zařazený později do italské části románového cyklu Černé hábity,
- Král žebráků (1859, Le Roi des gueux), román,
- Rytíř temnoty (1860, Le Chevalier Ténèbre), román,
- Jan Ďábel (1861, Jean Diable), detektivní román zařazený později do tzv. anglické části románového cyklu Černé hábity,
- Kapitán fantóm (1862, Le Capitaine fantôme), román,
- Hrbáč (1862, Le Bossu), úspěšná dramatizace vlastního románu (společně s Augustem Anicetem-Bourgeoisem),
- Valentine de Rohan (1862), román, pokračování Vlčice,
- Dcera Věčného žida (1863, La Fille du Juif Errant), román-fejeton,
- Černé hábity (1863–1875, Les Habits noirs), osmidílný kriminální románový cyklus, resp. jeho tzv. francouzská část, líčící mezinárodní zločineckou organizaci a vyšetřování jejích zločinů. První část byla vydána jako tzv. román-fejeton
- Upírka (1865, La Vampire), román, ve kterém Féval jako první vytvořil prototyp ženského upíra,
- Kavalérie (1865–1866, La Cavalière), román,
- Rytíř štěstěny (1868, Le Cavalier Fortune), román,
- Rytíř de Keramour (1873, Le Chevalier de Keramour), román,
- Město upírů (1874, La Ville Vampire), román,
- První dobrodružství Corentina Quimpera (1876, La Première aventure de Corentin Quimper), román,
- Poslední rytíř (1877, Le Dernier chevalier), román,
- Historie jedné konverze (1877–1879, Les Etapes d'une conversion), autobiografický román,
- Svatý Diot (1878, Le Saint Diot), novela,
- Divoké hory svatého Michaela Archanděla (1879, Merveilles du Mont-Saint-Michael), román.

## Filmové adaptace
- Hrbáč (Le Bossu), Francie 1914, režie André Heuzé, němý film,
- Hrbáč (Le Bossu), Francie 1925, režie Jean Kemm, němý film,
- Hrbáč (Le Bossu), Francie 1934, režie René Sti,
- Hrbáč (Le Bossu), Francie 1944, režie Jean Dellanoy,
- Hrbáč (Le Bossu), Francie 1959, režie André Hunebelle, v hlavní roli Jean Marais,
- Largardère, Francie 1967, režie Jean-Pierre Decourt, televizní seriál,
- Černé hábity Francie 1967, Les Habits noirs), režie René Lucot, televizní seriál,
- Hrbáč (Le Bossu), Belgie 1970, režie Louis Boxus a André Gevrey, televizní seriál,
- Bílý vlk (Le Loup Blanc), Francie 1977, režie Jean-Pierre Decourt, televizní film,
- Hrbáč (Le Bossu), Francie 1997, režie Philippe de Broca, v hlavní roli Daniel Auteuil,
- Largardère, Francie 2003, režie Henri Helman, televizní film.

## Česká vydání
- Hrbáč, Národní listy, Praha 1886. Dostupné online.
- Divoké hory svatého Michaela Archanděla, Dobré dílo, Stará Říše na Moravě 1914, přeložil Otto Albert Tichý,
- Hrbáč, Antonín Svěcený, Praha 1919, přeložil František Studnička, znovu 1931,
- Tři rudí muži, Ladislav Šotek, Praha 1923, přeložil František Studnička, znovu 1931,
- Hrbáč, Švejda, Praha 1923, přeložil Ota Dubský, divadelní hra,
- Tajnosti Londýna, František Topič, Praha 1926, přeložil Josef Koupil,
- Šuanové a modří, Ladislav Kuncíř, Praha 1926, přeložil František Odvalil, povídky
- Černý žebrák, Holešov 1928, přeložil Karel Lekeš,
- Hrbáč I. - Malý Pařížan, A. Neubert, Praha 1930, přeložil Josef Tichý,
- Hrbáč II. - Largardère, A. Neubert, Praha 1930, přeložil Josef Tichý,
- Dobrodruh, Karel Borecký, Praha 1931, přeložil Josef Dvořák,
- Tajemný kavalír, Český tiskový spolek, České Budějovice 1932, přeložil Josef Tichý,
- Svatý Diot, Stará Říše na Moravě 1935, přeložil František Odvalil,
- Železný muž, Práce, Praha 1968, přeložil Tomáš Korbař, znovu Svoboda, Praha 1992 a Jota, Brno 2000,
- Hrbáč, Svoboda, Praha 1970, přeložil Vilém Opatrný, znovu 1989,
- Tajnosti Londýna I., Svoboda, Praha 1972, přeložil Vilém Opatrný, znovu 1989, obsahuje díly Džentlmeni noci a Zuzana,
- Tajnosti Londýna II., Svoboda, Praha 1972, přeložil Vilém Opatrný, znovu 1989, obsahuje díly Velká rodina a Rio Santo.